# 周梦庄
周梦庄（1901年—1998年），字蝶公，号猛藏，男，江苏盐城人，中国古典文学研究家，曾任江苏省文史研究馆馆员，中华诗词学会顾问。